# Aipysurus
Aipysurus es un género de serpientes marinas venenosas de la familia Elapidae. Se distribuyen por los océanos Índico y Pacífico

## Especies
Se reconocen las 9 siguientes según The Reptile Database:
- Aipysurus apraefrontalis Smith, 1926
- Aipysurus duboisii Bavay, 1869
- Aipysurus eydouxii (Gray, 1849)
- Aipysurus foliosquama Smith, 1926
- Aipysurus fuscus (Tschudi, 1837)
- Aipysurus laevis Lacépède, 1804
- Aipysurus mosaicus Sanders, Rasmussen, Elmberg, Mumpuni, Guinea, Blias, Lee & Fry, 2012
- Aipysurus pooleorum Smith, 1974
- Aipysurus tenuis Lönnberg & Andersson, 1913